# Psicoterapia afirmativa gay
A psicoterapia afirmativa gay é uma forma de psicoterapia para pessoas não heterossexuais, especificamente clientes gays e lésbicas, que se concentra no conforto do cliente ao trabalhar em direção à autenticidade e autoaceitação em relação à orientação sexual, e não tenta "transformá-lo" em heterossexual ou "eliminar ou diminuir" desejos e comportamentos do mesmo sexo. A American Psychological Association (APA) oferece diretrizes e materiais para psicoterapia afirmativa gay. A psicoterapia afirmativa afirma que a homossexualidade ou a bissexualidade não é um transtorno mental, de acordo com o consenso científico global. Na verdade, abraçar e afirmar a identidade gay pode ser um componente fundamental para a recuperação de outras doenças mentais ou abuso de substâncias. Os clientes cujas crenças religiosas são interpretadas como ensinamentos contra o comportamento homossexual podem necessitar de algum outro método de integração dos seus eus religiosos e sexuais possivelmente conflitantes.

## Diretrizes
Durante muitos anos, a psiquiatria viu a homossexualidade como uma doença mental. As diretrizes atuais incentivam os psicoterapeutas a ajudar os pacientes a superar o estigma da homossexualidade, em vez de tentar mudar sua orientação sexual.
Como alguns profissionais de saúde mental não estão familiarizados com as dificuldades sociais do processo de revelação, em especial com outros fatores como idade, raça, etnia ou filiação religiosa, eles são incentivados pela APA a aprender mais sobre como clientes gays, lésbicas e bissexuais enfrentam a discriminação em suas diversas formas. Muitas pessoas LGBTQ são rejeitadas pelas suas próprias famílias e formam as suas próprias relações familiares e sistemas de apoio que também podem ser desconhecidos para os profissionais de saúde mental, que são encorajados a ter em conta a diversidade das relações alargadas em vez da família. Na psicoterapia afirmativa gay, os psicólogos são incentivados a reconhecer como suas atitudes e conhecimentos sobre questões homossexuais e bissexuais podem ser relevantes para avaliação e tratamento e buscar consulta ou fazer encaminhamentos apropriados quando indicado. Os psicólogos se esforçam para entender as maneiras pelas quais a estigmatização social (ou seja, preconceito, discriminação e violência) representa riscos à saúde mental e ao bem-estar de clientes homossexuais e bissexuais. Os psicólogos se esforçam para entender como visões imprecisas ou preconceituosas sobre a homossexualidade ou bissexualidade podem afetar a apresentação do cliente no tratamento e no processo terapêutico.

## Pesquisa
O termo "terapia afirmativa gay" foi cunhado e definido por Alan K. Malyon em 1982 como uma terapia que desafia a visão patológica da homossexualidade e faz com que o terapeuta desenvolva conhecimento sobre questões específicas dos gays para melhor tratar os clientes gays. Isso aconteceu cinco anos antes da homossexualidade egodistônica ser removida do DSM. Este modelo trabalha para considerar os efeitos da opressão e discriminação baseadas na sexualidade na saúde mental de indivíduos e casais gays e afirmar os indivíduos em suas experiências específicas de sexualidade.

### Considerações religiosas
Uma das áreas emergentes de pesquisa sobre psicoterapia afirmativa gay está relacionada ao processo de ajudar indivíduos LGBTQ de origens religiosas a se sentirem confortáveis com sua orientação sexual e de gênero. Análises narrativas de relatórios clínicos sobre psicoterapia afirmativa gay sugerem que a maioria dos conflitos discutidos no contexto terapêutico por homens gays e seus parentes de origens religiosas estão relacionados à interação entre família, eu e religião. Os médicos relatam que homens gays e suas famílias têm mais dificuldades com a instituição, a comunidade e as práticas da religião do que diretamente com Deus. Chana Etengoff e Colette Daiute relatam no Journal of Homosexuality que os clínicos abordam mais frequentemente estas tensões enfatizando as estratégias mediacionais de aumento da autoconsciência, procurando apoio secular (por exemplo, PFLAG) e aumentando a comunicação positiva entre os membros da família.
Para alguns clientes, agir com base na atração pelo mesmo sexo pode não ser uma solução satisfatória, pois pode entrar em conflito com suas crenças religiosas; os profissionais de saúde mental licenciados podem abordar essa situação sem rejeitar ou promover o celibato. Douglas Haldeman argumentou que para indivíduos que procuram terapia por causa da frustração em torno de "diferenças internas aparentemente irreconciliáveis" entre "seus eus sexuais e religiosos ... nem uma abordagem de terapia afirmativa gay nem uma terapia de conversão [podem ser] indicadas", e que "[assim como] os terapeutas no mundo religioso [devem] abster-se de patologizar seus clientes LGB ... assim também os praticantes de terapia afirmativa gay devem abster-se de desvalorizar aberta ou sutilmente aqueles que defendem identidades religiosas conservadoras". Os dados sugerem que os clientes geralmente julgam os terapeutas que não respeitam os resultados de identidade baseados na religião como inúteis.

### Juventude e famílias
Nos últimos anos, a terapia afirmativa gay tem sido adaptada para populações jovens que estão lutando com sua sexualidade. A investigação demonstrou que as crianças e os adolescentes pertencentes a minorias sexuais têm maior probabilidade de desenvolver depressão, ansiedade, perturbações por consumo de substâncias e tentativas de suicídio. A afirmação da orientação sexual e das experiências de alguém demonstrou ser eficaz no tratamento de problemas de saúde mental relacionados [cite]. A terapia cognitivo-comportamental (TCC) tem a evidência mais favorável para o tratamento de populações LGBTQ+ em geral e foi estendida também às populações jovens. Atualmente, é considerada por alguns psicólogos como a melhor prática baseada em evidências para trabalhar com jovens de minorias sexuais.
Atualmente, há pouca pesquisa sobre intervenções afirmativas para famílias, e a maioria das pesquisas se concentra em indivíduos lésbicas, gays e bissexuais que se tornam pais, com implicações de que a transição para o treinamento parental pode ser benéfica para pais de minorias sexuais. Pouca pesquisa foi feita sobre terapia familiar para jovens de minorias sexuais e apoio familiar.

## Ação do governo alemão
Em março de 2008, o governo federal alemão (CDU / SPD) resumiu o consenso profissional indicando que a homossexualidade não é uma doença e que a terapia de conversão é perigosa e não ajuda pessoas homossexuais. Mudanças voluntárias na orientação sexual não são uma opção, de acordo com a resposta da administração ao questionamento parlamentar, pois essas tentativas podem causar danos pessoais. O governo alemão também destacou que a psicoterapia afirmativa gay pode ajudar os clientes.

## Literatura
- Adelman, M. (1990). Stigma, gay lifestyles, and adjustment to aging: A study of later-life gay men and lesbians. Journal of Homosexuality, 20(3-4), 7-32.
- Allen, M., & Burrell, N. (1996). Comparing the impact of homosexual and heterosexual parents on children: Meta-analysis of existing research. Journal of Homosexuality, 32(2), 19-35.
- Allison, K., Crawford, I., Echemendia, R., Robinson, L., Knepp, D. (1994). Human diversity and professional competence: Training in clinical and counseling psychology revisited. American Psychologist, 49, 792-796.
- American Psychological Association. (1998). Appropriate therapeutic responses to sexual orientation in the proceedings of the American Psychological Association, Incorporated, for the legislative year 1997. American Psychologist, 53(8), 882-939.
- Browning, C. (1987). Therapeutic issues and intervention strategies with young adult lesbian clients: A developmental approach. Journal of Homosexuality, 14(1/2), 45-52.
- Buhrke, R. (1989). Female student perspectives on training in lesbian and gay issues. Counseling Psychologist, 17, 629-636.
- Cabaj, R., & Klinger, R. (1996). Psychotherapeutic interventions with lesbian and gay couples. In R. Cabaj & T. Stein (Eds.), Textbook of homosexuality and mental health (pp. 485–502). Washington, DC: American Psychiatric Press.
- Canadian Psychological Association. (1995). Canadian code of ethics for psychologists. [On-line].
- Cornett, C. (1993). Affirmative Dynamic Psychotherapy With Gay Men. New York: Jason Aronson Press. ISBN 978-1-56821-001-8
- Etengoff, Chana; Daiute, Colette (2015). «Clinicians' Perspective of the Relational Processes for Family and Individual Development During the Mediation of Religious and Sexual Identity Disclosure». Journal of Homosexuality. 62 (3). pp. 394–426. PMID 25364980. doi:10.1080/00918369.2014.977115
- Richard Isay,  (1993). Schwul sein. Die psychologische Entwicklung des Homosexuellen. München: Piper. ISBN 3-492-11683-3 (Original 1989: Being homosexual. Gay men and their development. New York: Farrar, Straus, and Giroux.)
- Journal of Gay & Lesbian Psychotherapy, Homosexuality and Psychoanalysis revisited, 2002,  6. ed., Nr. 1
- Lebolt, J. (1999). Gay affirmative psychotherapy: A phenomenological study. Clinical Social Work, 27 (4), 355-370.
- Pachankis, J. E., & Goldfried, M. R. (2004). Clinical issues in working with lesbian, gay, and bisexual clients.  Psychotherapy:  Theory, Research, Practice, and Training, 41, 227-246.
- Udo Rauchfleisch,  (2002). Gleich und doch anders: Psychotherapie und Beratung von Lesben, Schwulen, Bisexuellen und ihren Angehörigen. Stuttgart: Klett-Cotta. ISBN 3-608-94236-X
- Kathleen Ritter and Anthony Terndrup, (2002). Handbook of Affirmative Psychotherapy with Lesbians and Gay Men. New York: Guilford. ISBN 1-57230-714-5